# Bill Hamid
Bilal Abdul Hamid, mais conhecido como Bill Hamid, ou simplesmente Hamid (Annandale, 25 de novembro de 1990) é um futebolista norte-americano que atua como goleiro. Atualmente defende o Memphis 901.

## Carreira
Hamid integrou a Seleção Estadunidense de Futebol na Copa Ouro da CONCACAF de 2017.

## Títulos
Seleção Estadunidense
- Copa Ouro da CONCACAF: 2013 e 2017